# Bitwa pod Chemnitz
Bitwa pod Chemnitz – starcie zbrojne, które miało miejsce 14 kwietnia 1639 podczas wojny trzydziestoletniej
Bitwa została stoczona przez armię szwedzką dowodzoną przez Johana Banéra z armią sasko-cesarską, którą dowodził Matthias Gallas. W znaczącym stopniu do zwycięstwa Szwedów przyczyniła się artyleria, znakomicie dowodzona przez Torstenssona.